# Incommensurabiliteit (kristallografie)
Incommensurabiliteit is een verschijnsel uit de vastestofchemie en de kristallografie.
Van incommensurabiliteit is sprake als een kristallijne structuur met een bepaald translatierooster een verstoring ondergaat die niet een geheel aantal malen op dat rooster past. Vaak gaat het om een zogenoemde ladingsdichtheidsgolf. Structureel is er vaak een neiging tot verdere clustering van de atomen in het rooster. Bindingsafstanden die eerst gelijkwaardig waren, worden nu in een bepaald patroon ongelijk, waarbij sommige afstanden korter worden en andere langer.
In diffractie uit zich de ladingsdichtheidsgolf door het verschijnen van extra reflecties op posities tussen de hoofdreflecties in die niet als een eenvoudige breuk van het reciproque rooster (zoals halverwege) te beschrijven zijn.